# فلاویوس آییتیوس

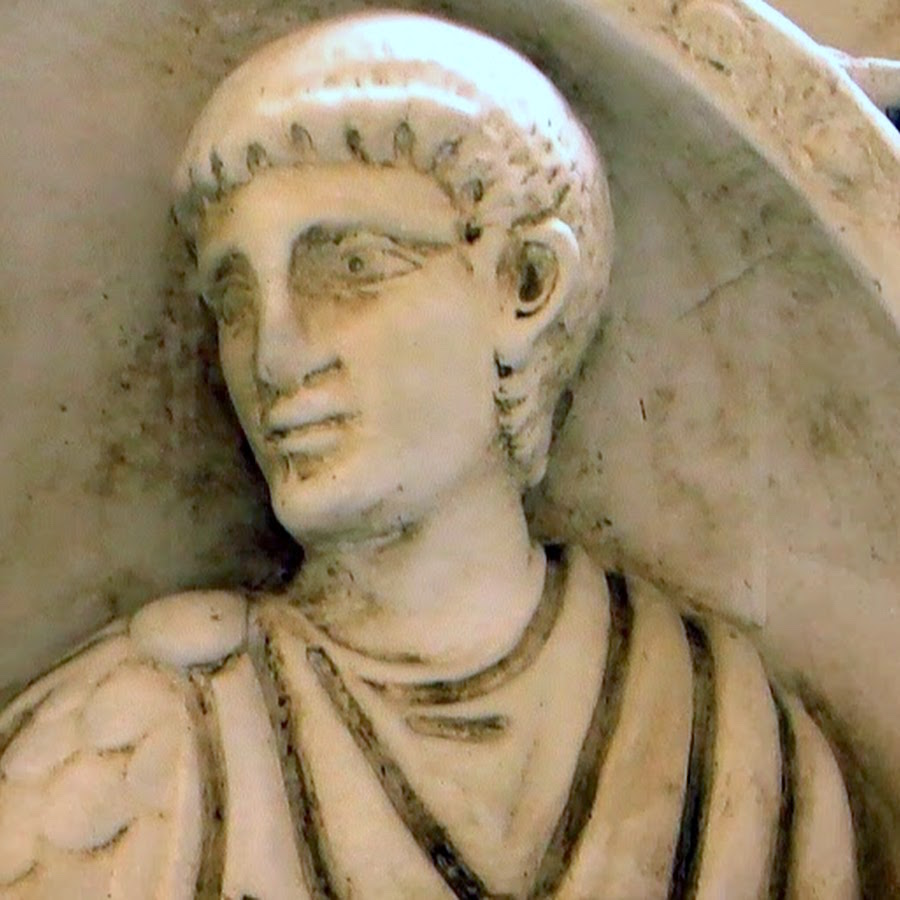
تندیس فلاویوس آییتیوس، ژنرال رومی اهل موئسیا

فلاویوس آییتیوس (به لاتین: Flavius Aetius، تلفظ: [ayeetius]) (زادهٔ در حدود ۳۹۰ - درگذشتهٔ ۴۵۴) ژنرال رومی اهل موئسیا بود. او در ۴۳۳ به مقام کنسولی رسید و در همان سال فرماندهٔ ارشد سپاهیان شد. او به‌مدت ۲۰ سال توانست از سرزمین‌های امپراتوری روم در برابر متجاوزان و بربرها محافظت نماید و اوج موفقیت‌هایش پیروزی بر هونهای تحت رهبری آتیلا در شالون طی نبردی به همین نام نبرد شالون در ۴۵۱ بود. با این حال سه سال بعد در ۴۵۴، امپراتور والنتینیان سوم که بزرگی نام آییتیوس باعث آزردگی خاطرش شده بود، با دسیسه پترونیوس ماکسیموس او را با ضربهٔ دشنه‌ای به قتل رساند.